# Saganèiti
Saganèiti (nome ufficiale locale: Segheneytī; alternativamente, Saganeiti, Seganeiti, Seganeyti, Segeleyti, Segeneyti, Segeneytī, Segheneiti, Segheneity; in tigrino ሰገነይቲ) è una piccola città nella Regione Amministrativa Sud dell'Eritrea.
Essa si trova sulla strada tra Asmara-Decamerè-Addi Caièh-Senafè ed è stata una delle città a beneficiare di una stazione ferroviaria durante il colonialismo italiano.
È la sede dell'Eparchia di Saganèiti (Segheneyti) della Chiesa cattolica eritrea.
L'8 marzo 1888 è stata teatro della battaglia di Saganèiti.

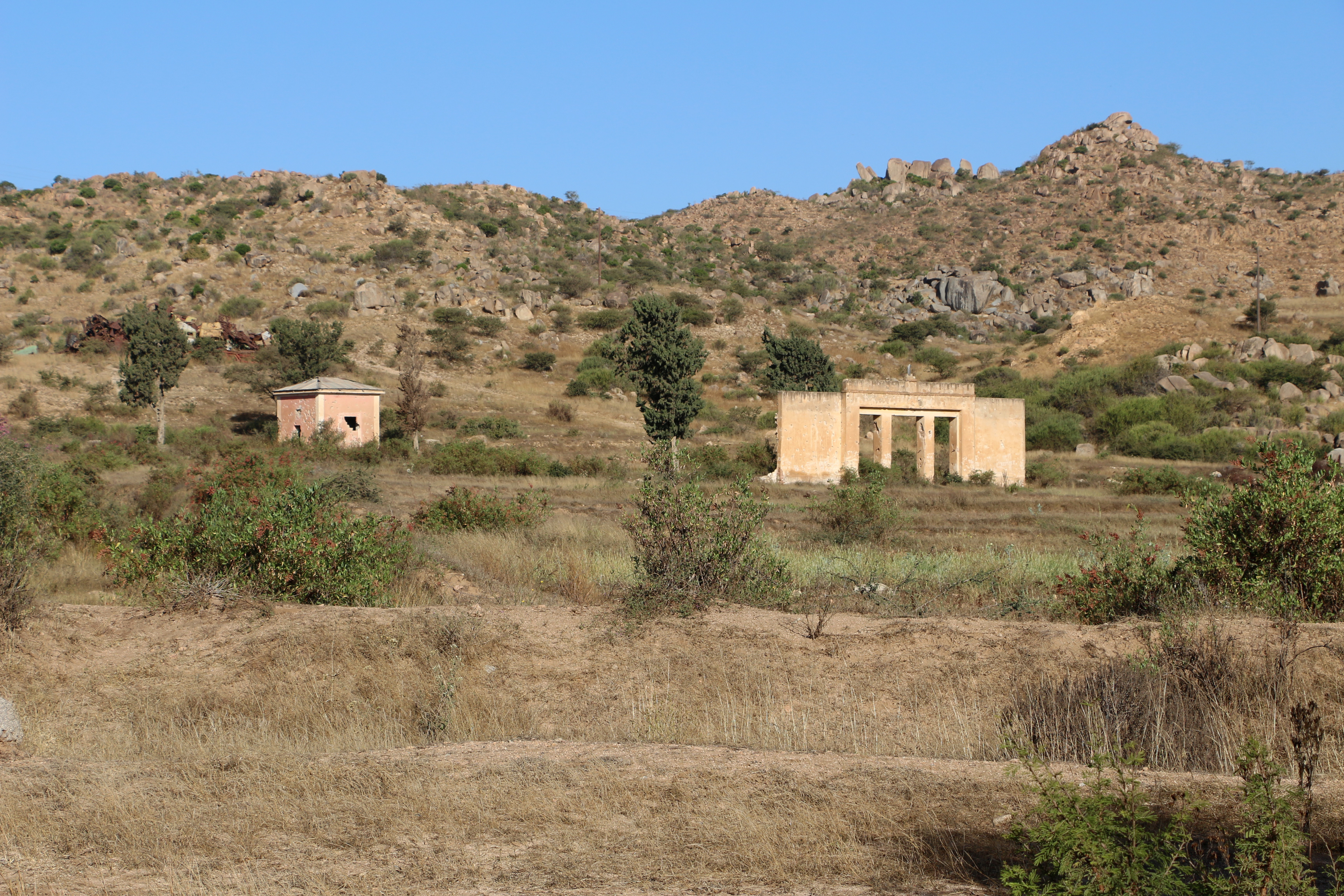
L'ex cimitero italiano
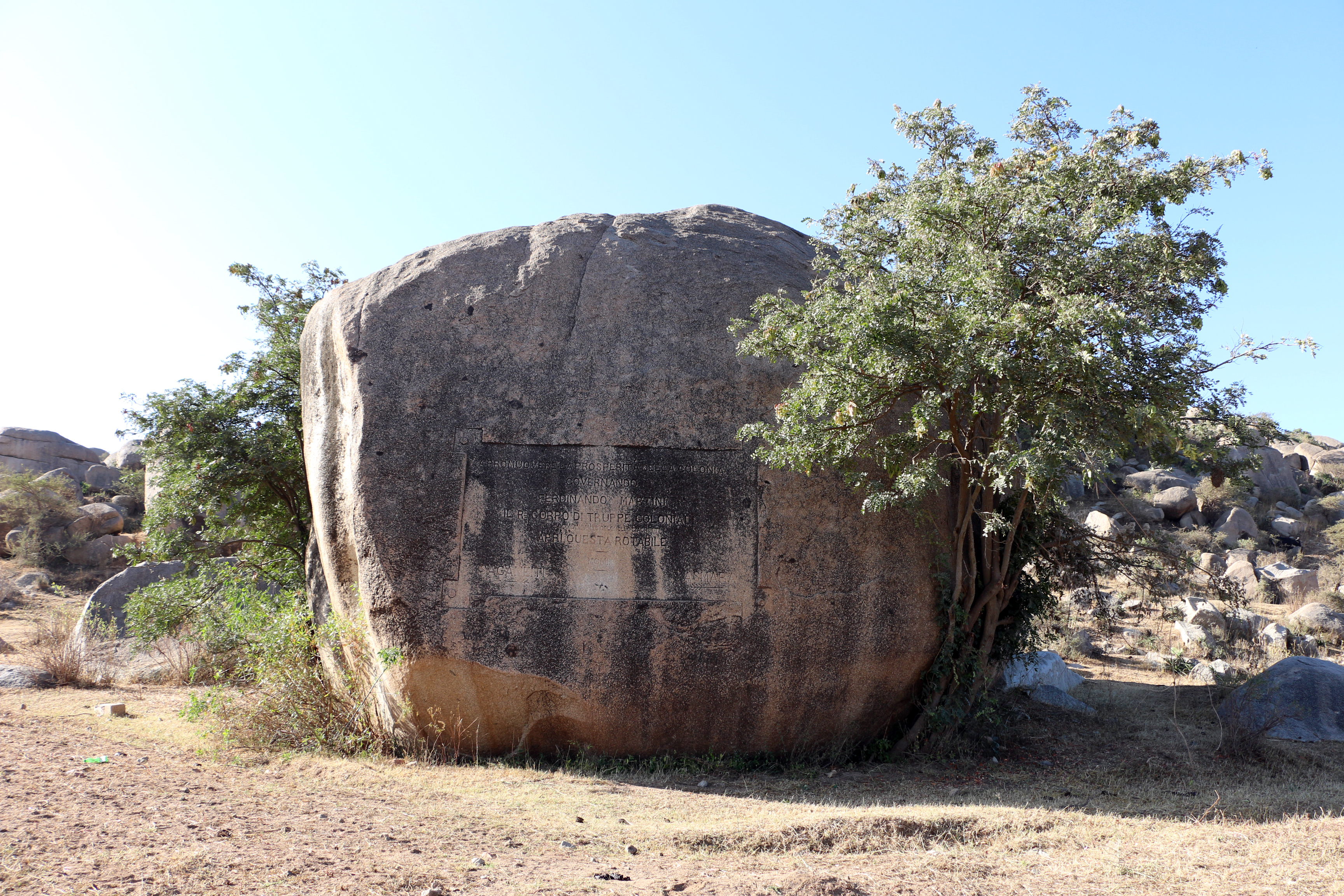
Masso sulla strada per Senafé che commemora la sua apertura nel 1903
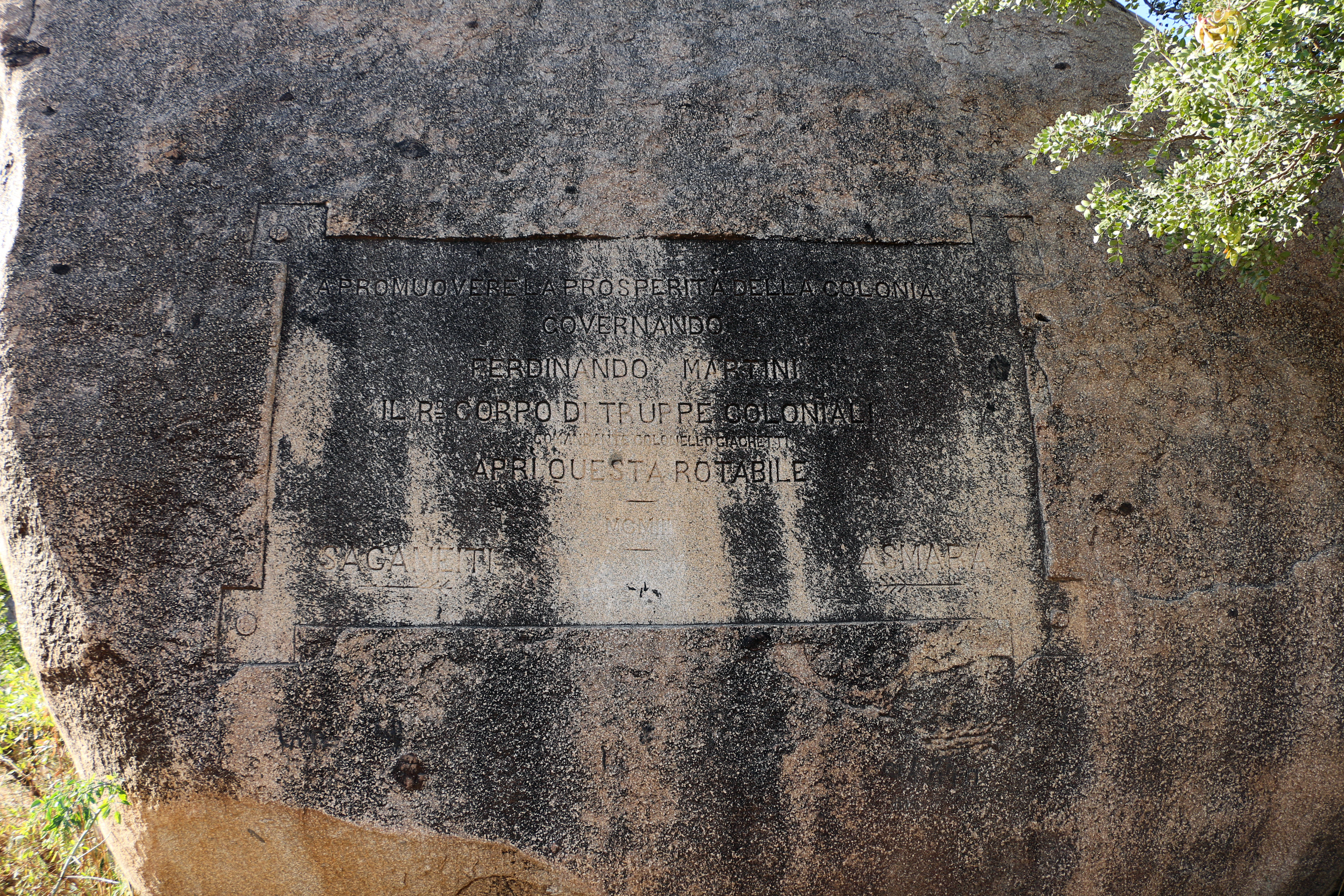
Iscrizione sul masso che ricorda l'apertura della strada carrabile verso l'Etiopia da parte degli italiani